# Clemente Spera

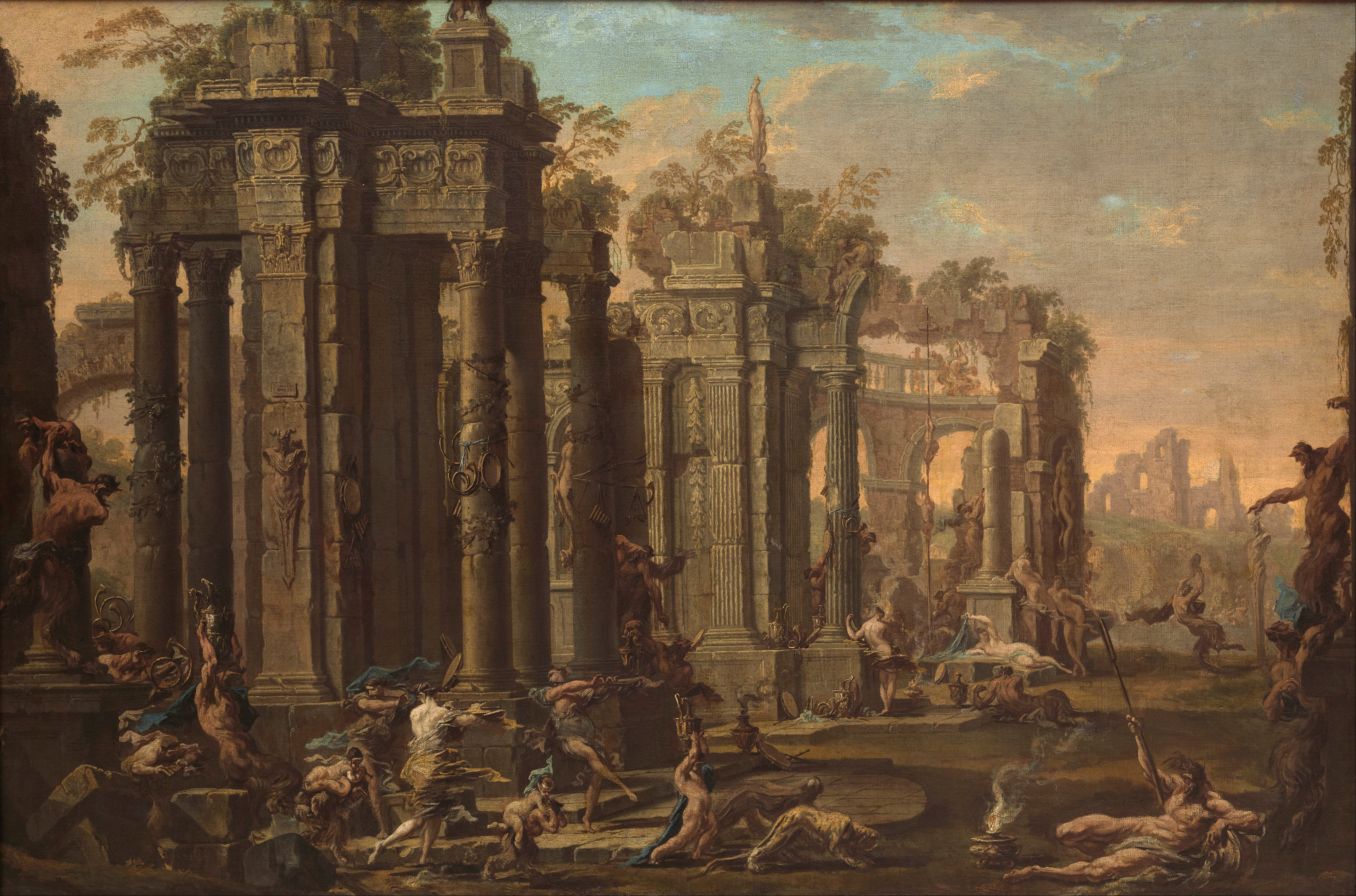
"Baccanale" del Magnasco e dello Spera, conservato presso il museo Puškin delle belle arti.

Clemente Spera (Novara, 1661 – Milano, 1742) è stato un pittore italiano.

## Biografia
Nativo probabilmente di Novara, Spera fu un pittore attivo nell'area lombarda tra la fine del XVII secolo e la prima parte del XVIII secolo.
Specializzatosi nella raffigurazione di architetture e rovine, Spera fu assiduo collaboratore di Alessandro Magnasco durante la permanenza nel capoluogo lombardo del maestro genovese.
Morì a Milano nel 1742.